# Peña de las Cucharas

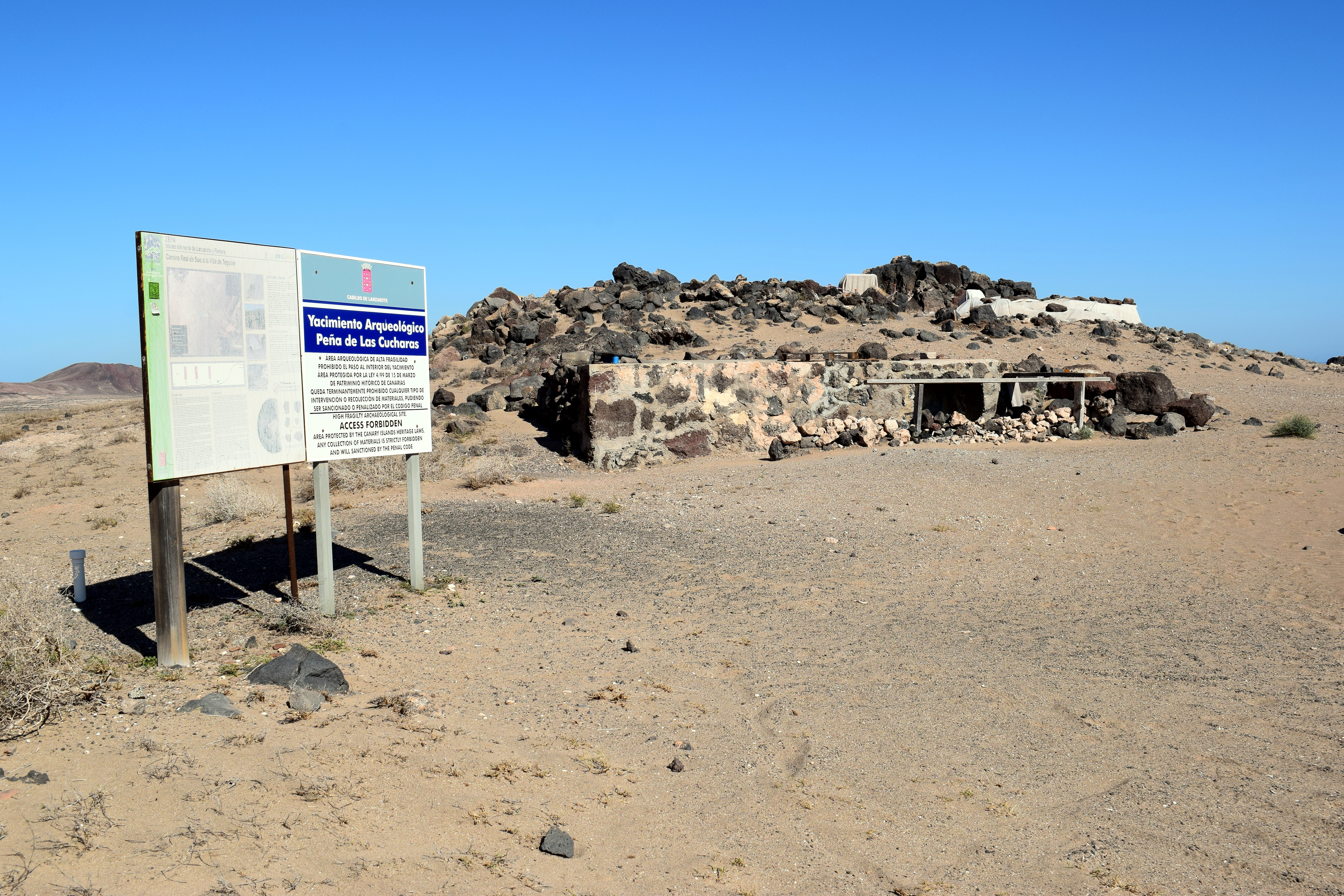
Peña de las Cucharas

Peña de las Cucharas ist eine archäologische Ausgrabungsstätte auf der spanischen Kanareninsel Lanzarote. Die der früheren Siedlung Fiquinineo zugeordnete „casa honda“, ein halb in den Untergrund eingelassenes Bauwerk aus Trockenmauern, war spätestens seit dem 13. Jahrhundert, also schon vor der europäischen Eroberung, bewohnt und wurde erst im 19. Jahrhundert aufgegeben.
Die seit 2009 durchgeführten Grabungen haben Erkenntnisse über die Siedlungsgeschichte Lanzarotes erbracht. Das von den Ureinwohnern der Insel, den Majos, errichtete Gebäude wurde später von Berbern bewohnt, die als Arbeitssklaven auf die Insel gebracht worden waren. Im Laufe der Jahrhunderte währenden Nutzung gab es mehrere Umbauten, bis ein Sturm Fiquinineo am Anfang des 19. Jahrhunderts zerstörte und mit Sand bedeckte.
Die Grabungskampagnen förderten neben Kleinmaterial aus mittelalterlicher und rezenter Zeit wie Münzen, Fingerhüte, Stecknadeln, Lampen und einer Kanonenkugel auch Keramikreste, Speerspitzen und Steinwerkzeuge der Majos zu Tage. Manches davon ist im Archäologischen Museum in Arrecife ausgestellt, wo die Ausgrabungsstätte auch mittels einer VR-Simulation erkundet werden kann.